# آلبرت میلارد
آلبرت میلارد (انگلیسی: Albert Millard؛ زادهٔ ۱۸۶۸) بازیکن فوتبال اهل بریتانیا است.
از باشگاه‌هایی که در آن بازی کرده‌است می‌توان به باشگاه فوتبال وست برومویچ آلبیون اشاره کرد.